# Elettori del Palatinato

## Conti Palatini (915–1356)
Il Palatinato si lega dalla "Contea Palatina di Lotaringia", che inizia la propria esistenza nel X sec. Durante l'XI sec., il Palatinato diventa dominio della dinastia degli Azzoni, che governarono su numerose contee del Reno. Dal 1085/1086 circa, dopo la morte dell'ultimo Conte della dinastia degli Azzoni, Ermanno II di Lotaringia, il Palatinato perde la propria importanza militare in Lotaringia. L'autorità territoriale del Conte Palatino viene ridotta a semplice contea del Reno, da cui deriva il nome di "Contea Palatina del Reno".

### Conti Palatini di Lotaringia (915–1085)

#### Non dinastici
- Vigerico di Lotaringia, Conte di Bidgau (ca. 915/916–922)
- Goffredo, conte di Jülich (ca. 945), padre di Goffredo I della Bassa Lorena

#### Casa degli Azzoni
- Ermanno I di Lotaringia, 945–994
- Azzo di Lotharingia, 994–1034
- Ottone I di Lotaringia, 1034–1045 (Duca di Svevia 1045–1047)
- Enrico I di Lotaringia, 1045–1061
- Ermanno II di Lotaringia, 1061–1085 (sotto la tutela di Anno II di Colonia sino al 1064)

### Conti Palatini del Reno (1085–1356)

#### Primi conti
- Enrico II di Laach, 1085–1095
- Sigfrido di Ballenstedt, 1095–1113
- Goffredo di Calw, 1113–1129
- Guglielmo di Ballenstadt, 1129–1140
- Enrico II di Babenberg, 1140–1142
- Ermanno III di Stahleck, 1142–1156

#### Hohenstaufen
Il primo Conte Palatino del Reno ereditario è Corrado di Hohenstaufen, fratello minore dell'Imperatore Federico Barbarossa. I territori affidati alla sua linea sono la Franconia e i territori del Reno (le altre linee degli Hohenstaufen ricevono la Svevia, la Franca Contea e i restanti territori).
| Ritratto | Nome (nascita–morte)  | Regno  | Regno           | Note                            |
| Ritratto | Nome (nascita–morte)  | Inizio | Fine            | Note                            |
| -------- | --------------------- | ------ | --------------- | ------------------------------- |
|          | Corrado (1135ca–1195) | 1156   | 8 novembre 1195 | Fratello di Federico Barbarossa |

#### Guelfi
Nel 1195 il Palatinato passa alla casata dei Guelfi, grazie al matrimonio con Agnese, figlia di Corrado di Hohenstaufen.
| Ritratto | Nome (nascita–morte)               | Regno           | Regno               | Matrimoni                                          | Note                                           |
| Ritratto | Nome (nascita–morte)               | Inizio          | Fine                | Matrimoni                                          | Note                                           |
| -------- | ---------------------------------- | --------------- | ------------------- | -------------------------------------------------- | ---------------------------------------------- |
|          | Enrico V (1175ca–1227)             | 8 novembre 1195 | 1212/3              | (1) Agnese di Hohenstaufen (2) Agnese di Landsberg | Genero di Corrado; abdica in favore del figlio |
|          | Enrico VI il Giovane (1196ca–1214) | 1212/3          | 16 o 26 aprile 1214 | Matilde di Brabante                                | Figlio di Enrico V e Agnese                    |

#### Wittelsbach
All'inizio del XIII secolo, con il matrimonio tra Agnese del Palatinato, figlia di Enrico V, e Ottone II di Wittelsbach, il territorio s'ingrandisce e i Wittelsbach, duchi di Baviera, acquisiscono anche il titolo di Conti Palatini.
Durante una successiva divisione dei territori tra gli eredi del duca Ludovico II di Baviera nel 1294, il ramo principale dei Wittelsbach entrò in possesso del Palatinato del Reno e dei territori del "Nordgau" (una regione della Baviera a nord del Danubio) con capitale Amberg. Politicamente legata al Palatinato, questa regione ottenne l'appellativo di "Palatinato Superiore" (Oberpfalz) nei primi decenni del XVI secolo, in contrapposizione al "Palatinato Inferiore" posto lungo il Reno.
| Ritratto | Nome (nascita–morte)             | Regno             | Regno             | Matrimoni                                                      | Note |
| Ritratto | Nome (nascita–morte)             | Inizio            | Fine              | Matrimoni                                                      | Note |
| -------- | -------------------------------- | ----------------- | ----------------- | -------------------------------------------------------------- | --- |
|          | Ludovico I (1173–1231)           | 1214              | 15 settembre 1231 | Ludmilla di Boemia                                             | Duca di Baviera dal 1183; nominato conte palatino del Reno dall'imperatore Federico II di Svevia                   |
|          | Ottone (1206–1253)               | 15 settembre 1231 | 29 novembre 1253  | Agnese del Palatinato                                          | Figlio di Ludovico I; duca di Baviera                                                                              |
|          | Ludovico II il Forte (1229–1294) | 29 novembre 1253  | 2 febbraio 1294   | (1) Maria di Brabante (2) Anna di Glogau (3) Matilde d'Asburgo | Figlio di Ottone; duca di Baviera (Alta Baviera)                                                                   |
|          | Rodolfo I (1274–1319)            | 2 febbraio 1294   | 1317              | Matilde di Nassau                                              | Figlio di Ludovico II e Matilde; duca di Baviera (Alta Baviera); deposto da suo fratello, l'imperatore Ludovico IV |

Con il trattato di Pavia nel 1329, l'Imperatore Ludovico IV, figlio di Ludovico II, restituisce il Palatinato ai nipoti Rodolfo e Roberto.
| Ritratto | Nome (nascita–morte)   | Regno          | Regno           | Matrimoni                                            | Note                |
| Ritratto | Nome (nascita–morte)   | Inizio         | Fine            | Matrimoni                                            | Note                |
| -------- | ---------------------- | -------------- | --------------- | ---------------------------------------------------- | ------------------- |
|          | Rodolfo II (1306–1353) | 1329           | 4 ottobre 1353  | (1) Anna di Carinzia-Tirolo (2) Margherita d'Aragona | Figlio di Rodolfo I |
|          | Roberto I (1309–1390)  | 4 ottobre 1353 | 10 gennaio 1356 | (1) Elisabetta di Namur (2) Beatrice di Berg         | Figlio di Rodolfo I |

## Elettori Palatini (1356–1777)
Nella Bolla d'oro del 1356 il Palatinato viene riconosciuto come uno degli elettorati secolari, "superando" quindi il trattato di Pavia del 1329 che prevedeva l'alternanza del privilegio elettivo tra i due rami della dinastia Wittelsbach, e gli vengono abbinati i titoli di Principe elettore, Arci-siniscalco del Sacro Romano Impero e Vicario imperiale (Reichsverweser) di Franconia, Svevia, del Reno e del sud della Germania. Da questo momento i regnanti del Palatinato sono conosciuti informalmente come Elettori Palatini (Kurfürst von der Pfalz).

### Primo elettorato (1356–1648)

#### Wittelsbach (linea anziana)
| Ritratto | Nome (nascita–morte)          | Regno            | Regno            | Matrimoni                                                                 | Note                                                                                          |
| Ritratto | Nome (nascita–morte)          | Inizio           | Fine             | Matrimoni                                                                 | Note                                                                                          |
| -------- | ----------------------------- | ---------------- | ---------------- | ------------------------------------------------------------------------- | --------------------------------------------------------------------------------------------- |
|          | Roberto I (1309–1390)         | 10 gennaio 1356  | 16 febbraio 1390 | (1) Elisabetta di Namur nessun figlio (2) Beatrice di Berg nessun figlio  | Figlio di Rodolfo I                                                                           |
|          | Roberto II (1325–1398)        | 16 febbraio 1390 | 6 gennaio 1398   | Beatrice d'Aragona 4 figli e 3 figlie                                     | Figlio di Adolfo e nipote di Rodolfo I                                                        |
|          | Roberto III (1352–1410)       | 6 gennaio 1398   | 18 maggio 1410   | Elisabetta di Norimberga 6 figli e 3 figlie                               | Figlio di Roberto II; re di Germania dal 1400                                                 |
|          | Ludovico III (1378–1436)      | 18 maggio 1410   | 30 dicembre 1436 | (1) Bianca di Lancaster 1 figlio (2) Matilde di Savoia 3 figli e 2 figlie | Figlio di Roberto III                                                                         |
|          | Ludovico IV (1424–1449)       | 30 dicembre 1436 | 13 agosto 1449   | Margherita di Savoia 1 figlio                                             | Figlio di Ludovico III e Matilde                                                              |
|          | Federico I (1425–1476)        | 13 agosto 1449   | 12 dicembre 1476 | –                                                                         | Figlio di Ludovico III e Matilde; tutore e reggente del nipote Filippo, figlio di Ludovico IV |
|          | Filippo il Giusto (1448–1508) | 12 dicembre 1476 | 28 febbraio 1508 | Margherita di Baviera-Landshut 9 figli e 5 figlie                         | Figlio di Ludovico IV                                                                         |
|          | Ludovico V (1478–1544)        | 28 febbraio 1508 | 16 marzo 1544    | Sibilla di Baviera nessun figlio                                          | Figlio di Filippo; si converte al luteranesimo                                                |
|          | Federico II (1482–1456)       | 16 marzo 1544    | 26 febbraio 1556 | Dorotea di Danimarca nessun figlio                                        | Figlio di Filippo                                                                             |
|          | Ottone Enrico (1502–1559)     | 26 febbraio 1556 | 12 febbraio 1559 | Susanna di Baviera nessun figlio                                          | Figlio di Roberto e nipote di Filippo; conte palatino e duca di Neuburg dal 1505              |

#### Wittelsbach (linea di Simmern)
All'estinzione della linea principale, nel 1559, l'Elettorato passa a Federico del Palatinato-Simmern, un fervente calvinista il cui trisnonno fu il figlio di Roberto III.
| Ritratto | Nome (nascita–morte)     | Regno             | Regno             | Matrimoni                                                                                 | Note |
| Ritratto | Nome (nascita–morte)     | Inizio            | Fine              | Matrimoni                                                                                 | Note |
| -------- | ------------------------ | ----------------- | ----------------- | ----------------------------------------------------------------------------------------- | --- |
|          | Federico III (1515–1576) | 12 febbraio 1559  | 26 ottobre 1576   | (1) Maria di Brandeburgo-Kulmbach 6 figli e 5 figlie (2) Amalia di Neuenahr nessun figlio | Conte palatino e duca di Simmern dal 1557 Cugino di 7º grado di Ottone                                     |
|          | Ludovico VI (1539–1583)  | 26 ottobre 1576   | 22 ottobre 1583   | (1) Elisabetta d'Assia 5 figli e 7 figlie (2) Anna della Frisia orientale nessun figlio   | Figlio di Federico III                                                                                     |
|          | Federico IV (1574–1610)  | 22 ottobre 1583   | 19 settembre 1610 | Luisa Giuliana di Nassau 4 figli e 4 figlie                                               | Figlio di Ludovico VI; suo zio Giovanni Casimiro del Palatinato-Simmern esercita la reggenza fino al 1592  |
|          | Federico V (1596–1632)   | 19 settembre 1610 | 23 febbraio 1623  | Elisabetta Stuart 8 figli e 5 figlie                                                      | Figlio di Federico IV; re di Boemia dal 1619 al 1620; deposto dall'imperatore Ferdinando II per tradimento |

Federico V nel 1619 accetta la corona del Regno di Boemia, ma è sconfitto dall'imperatore Ferdinando II nella battaglia della Montagna Bianca e il Palatinato viene occupato dalle truppe spagnole. Ė soprannominato il "Re d'Inverno", perché il suo regno si limitò al periodo invernale di quell'anno. Nel 1623 Federico viene bandito dall'Impero.

#### Wittelsbach (linea di Baviera)
I territori di Federico V vengono affidati a Massimiliano I di Baviera, esponente del ramo bavarese dei Wittelsbach.
| Ritratto | Nome (nascita–morte)               | Regno            | Regno           | Matrimoni                                                               | Note                             |
| Ritratto | Nome (nascita–morte)               | Inizio           | Fine            | Matrimoni                                                               | Note                             |
| -------- | ---------------------------------- | ---------------- | --------------- | ----------------------------------------------------------------------- | -------------------------------- |
|          | Massimiliano il Grande (1573–1651) | 23 febbraio 1623 | 24 ottobre 1648 | (1) Elisabetta di Lorena nessun figlio (2) Maria Anna d'Asburgo 2 figli | Duca di Baviera dal 1597 al 1651 |

### Secondo elettorato (1648–1777)

#### Wittelsbach (linea di Simmern)
Con la Pace di Vestfalia del 1648 Carlo Luigi è restaurato come regnante nel Palatinato Inferiore e gli viene riconosciuto un nuovo titolo di Principe elettore (ora però successivo in precedenza nell'ordine delle cariche) insieme all'ufficio di Arci-tesoriere del Sacro Romano Impero, mentre la precedente dignità elettorale rimane in capo a Massimiliano I come Elettore di Baviera.
| Ritratto | Nome (nascita–morte)      | Regno           | Regno          | Matrimoni                                        | Note                  |
| Ritratto | Nome (nascita–morte)      | Inizio          | Fine           | Matrimoni                                        | Note                  |
| -------- | ------------------------- | --------------- | -------------- | ------------------------------------------------ | --------------------- |
|          | Carlo I Luigi (1617–1680) | 24 ottobre 1648 | 28 agosto 1680 | Carlotta d'Assia-Kassel 2 figli e 1 figlia       | Figlio di Federico V  |
|          | Carlo II (1651–1685)      | 28 agosto 1680  | 26 maggio 1685 | Guglielmina Ernestina di Danimarca nessun figlio | Figlio di Carlo Luigi |

#### Wittelsbach (linea di Neuburg)
Nel 1685 si estingue la linea di Simmern e il Palatinato viene ereditato da Filippo Guglielmo del Palatinato-Neuburg, figlio di Volfango Guglielmo che si era convertito dal luteranesimo al cattolicesimo, e trisnipote del trisnipote di Roberto III. Con Filippo Guglielmo il Palatinato torna ad essere uno stato cattolico.
| Ritratto | Nome (nascita–morte)           | Regno            | Regno            | Matrimoni                                                                                  | Note                                                                                                   |
| Ritratto | Nome (nascita–morte)           | Inizio           | Fine             | Matrimoni                                                                                  | Note                                                                                                   |
| -------- | ------------------------------ | ---------------- | ---------------- | ------------------------------------------------------------------------------------------ | --- |
|          | Filippo Guglielmo (1615–1690)  | 26 maggio 1685   | 2 settembre 1690 | (1) Anna Caterina Vasa 1 figlio (2) Elisabetta Amalia d'Assia-Darmstadt 9 figli e 8 figlie | conte palatino e duca di Neuburg, duca di Jülich e Berg dal 1653 Cugino di 15º grado di Carlo II       |
|          | Giovanni Guglielmo (1658–1716) | 2 settembre 1690 | 8 giugno 1716    | (1) Maria Anna Giuseppina d'Asburgo 2 figli (2) Anna Maria Luisa de' Medici nessun figlio  | Figlio di Filippo Guglielmo ed Elisabetta Amalia                                                       |
|          | Carlo III Filippo (1661–1742)  | 8 giugno 1716    | 31 dicembre 1742 | (1) Ludwika Karolina Radziwiłł 1 figlio e 3 figlie (2) Teresa Caterina Lubomirska 2 figlie | Figlio di Filippo Guglielmo ed Elisabetta Amalia; sposta la capitale da Heidelberg a Mannheim nel 1720 |

#### Wittelsbach (linea di Sulzbach)
Il Palatinato viene ereditato da Carlo Teodoro del Palatinato-Sulzbach.
| Ritratto | Nome (nascita–morte)         | Regno            | Regno            | Matrimoni                                                                                                 | Note                                                                       |
| Ritratto | Nome (nascita–morte)         | Inizio           | Fine             | Matrimoni                                                                                                 | Note                                                                       |
| -------- | ---------------------------- | ---------------- | ---------------- | --- | -------------------------------------------------------------------------- |
|          | Carlo IV Teodoro (1724–1799) | 31 dicembre 1742 | 30 dicembre 1777 | (1) Elisabetta Augusta del Palatinato-Sulzbach 1 figlio (2) Maria Leopoldina d'Asburgo-Este nessun figlio | Conte palatino e duca di Sulzbach dal 1733 Cugino di 5º grado di Carlo III |

## Elettori di Baviera e Conti Palatini del Reno (1777–1803)
Nel 1777 il ramo bavarese dei Wittelsbach si estingue nella discendenza maschile e la Baviera viene ereditata da Carlo Teodoro, che assume il rango spettante all'Elettore di Baviera e l'ufficio di Arci-siniscalco, mentre il separato titolo di Elettore Palatino viene abolito.

### Wittelsbach (linea di Sulzbach)
| Ritratto | Nome (nascita–morte)      | Regno            | Regno            | Matrimoni                                                                                                 | Note |
| Ritratto | Nome (nascita–morte)      | Inizio           | Fine             | Matrimoni                                                                                                 | Note |
| -------- | ------------------------- | ---------------- | ---------------- | --- | ---- |
|          | Carlo Teodoro (1724–1799) | 30 dicembre 1777 | 16 febbraio 1799 | (1) Elisabetta Augusta del Palatinato-Sulzbach 1 figlio (2) Maria Leopoldina d'Asburgo-Este nessun figlio |      |

### Wittelsbach (linea di Zweibrücken)
| Ritratto | Nome (nascita–morte)              | Regno            | Regno          | Matrimoni                                                                                             | Note                                                                  |
| Ritratto | Nome (nascita–morte)              | Inizio           | Fine           | Matrimoni                                                                                             | Note                                                                  |
| -------- | --------------------------------- | ---------------- | -------------- | --- | --------------------------------------------------------------------- |
|          | Massimiliano Giuseppe (1756–1825) | 16 febbraio 1799 | 27 aprile 1803 | (1) Augusta Guglielmina d'Assia-Darmstadt 2 figli e 3 figlie (2) Carolina di Baden 2 figli e 6 figlie | Conte palatino e duca di Zweibrücken dal 1795; re di Baviera dal 1806 |

Massimiliano Giuseppe unifica tutti i territori dei Wittelsbach in un unico dominio nel 1799. L'Elettorato Palatino si dissolve nel corso delle guerre rivoluzionarie francesi, venendo prima occupato dai francesi e poi spartito tra gli stati vicini. Il Sacro Romano Impero è sciolto nel 1806 e ciò che rimane dei territori palatini confluisce nel nuovo Regno di Baviera retto da Massimiliano Giuseppe.